# 9 mars dans les chemins de fer
9 février 9 avril
Chronologies thématiques
- Croisades
- Sports
- Disney

Cette page concerne les événements qui se sont déroulés un 9 mars dans les chemins de fer.

## Événements

### XXesiècle
- 1905 France : ouverture de la première ligne du réseau des chemins de fer des Côtes-du-Nord entre Plouëc-du-Trieux et Tréguier

### XXIesiècle
- 2006 Irlande : les premiers coups de pioches sont donnés pour la construction de Spencer Station, la première gare construite à Dublin depuis plus d'un siècle.
- 2022 France : Remplacement des Siemens Avanto sur l’axe Esbly - Crécy, après plus de 10 ans de service, par des Alstom Citadis Dualis.

## Décès
- 1957 : mort de Robert H. Whitelegg, ingénieur de la traction du London Tilbury and Southend Railway à partir de 1910, puis du Glasgow and south-western railway en 1918. Il devient directeur général de la Beyer, Peacock and Co en 1923 et prend sa retraite en 1930.